# Лименас Литохору
Лименас Литохору или Грица (на гръцки: Λιμένας Λιτοχώρου, катаревуса: Λιμήν Λιτοχώρου, в превод Литохорско пристанище, старо Γρίτσα) е село в Егейска Македония, Гърция, дем Дион-Олимп в административна област Централна Македония. 

## География
Селото се намира на около 7 km североизточно от демовия център Литохоро.

## История
Лименас е регистрирано за пръв път в преброяването от 1940 година. Основано е предимно от жители на Литохоро.
| Година    | 1913 | 1920 | 1928 | 1940 | 1951 | 1961 | 1971 | 1981 | 1991 | 2001 | 2011 | 2021 |
| --------- | ---- | ---- | ---- | ---- | ---- | ---- | ---- | ---- | ---- | ---- | ---- | ---- |
| Население |      |      |      | 81   | 43   | 118  | 26   | 12   | 42   | 38   | 9    | 12   |